# Abel Kapota
Abel Kapota pseud. Kain, przybrane nazwisko Anatol Krajewicz (ur. 4 kwietnia 1881 w Glinojecku, zm. 11 kwietnia 1940 w ZSRR) – działacz komunistyczny, 1916-1918 członek Zarzągu Głównego (ZG) SDKPiL, 1918-1920 sekretarz Warszawskiego Komitetu Okręgowego (KO) KPRP, 1920-1921 sekretarz Wydziału Więziennego KC KPRP.
Po ukończeniu szkoły średniej studiował nauki przyrodnicze na uniwersytecie w Liège. Od 1904 w SDKPiL, organizator i propagandysta tej partii, członek zarządu dzielnicowego SDKPiL i zarządu nielegalnego związku zawodowego pracowników handlowych. XII 1905-V 1906 więziony za działalność rewolucyjną. 1907–1911 członek zarządu sekcji SDKPiL w Liège. Od stycznia 1909 członek Biura Sekcji Zagranicznych SDKPiL. Od grudnia 1911 członek łódzkiej organizacji SDKPiL. Latem 1913 organizował demonstracje robotników domagających się uchwalenia ustaw ubezpieczeniowych. Od maja do lipca 1914 ponownie więziony. Po zwolnieniu został członkiem Komitetu Łódzkiego (KŁ) SDKPiL. Był też członkiem Zarządu Biura Pośrednictwa Pracy Centralnego Komitetu Obywatelskiego miasta Łodzi. Przewodniczący Robotniczego Stowarzyszenia Spożywczego „Robotnik”. W grudniu 1916 współorganizował strajk piekarzy, a w marcu 1917 strajk tramwajarzy. W listopadzie 1916 został członkiem ZG SDKPiL. W 1917 kandydował do Rady Miejskiej Łodzi z listy Robotniczego Socjaldemokratycznego Komitetu Wyborczego. Od marca 1918 działał w Warszawie, gdzie w grudniu 1918 wraz z Franciszkiem Fiedlerem i Leonem Fersztem brał udział we wspólnej konferencji SDKPiL z PPS-Lewicą w sprawie zjednoczenia (10/11 grudnia 1918) oraz w I Zjeździe KPRP (16 grudnia 1918). Został sekretarzem KO KPRP w Warszawie (1918–1920). XI 1918-I 1919 członek Warszawskiej Rady Delegatów Robotniczych (RDR). W 1919 i 1920 aresztowany, za każdym razem zbiegł. Od grudnia 1920 do lipca 1921 działacz Centralnego Wydziału Spółdzielczego KPRP, następnie sekretarz Wydziału Więziennego KPRP, zajmującego się pomocą dla więźniów politycznych. Był jednym z organizatorów ucieczek więźniów-komunistów z obozu w Dąbiu pod Krakowem. W sierpniu 1921 aresztowany i skazany na 8 lat więzienia; po apelacji wyrok skrócono do 3 lat. W więzieniu na Pawiaku i na Mokotowie był starostą komuny i bibliotekarzem. W styczniu 1926 wyjechał do Moskwy, gdzie wstąpił do WKP(b) i był m.in. przewodniczącym zarządu Polskiego Towarzystwa Kulturalno-Oświatowego i zastępcą naczelnika Zarządu Statystyki Gospodarki Narodowej Rosyjskiej Federacyjnej SRR. 26 września 1937 został aresztowany, 3 listopada skazany na obóz, gdzie zmarł.